# Клер (Нью-Йорк)
Клер (англ. Clare) — місто (англ. town) в США, в окрузі Сент-Лоуренс штату Нью-Йорк. Населення — 100 осіб (2020).

## Демографія
Згідно з переписом 2010 року, у місті мешкало 105 осіб у 42 домогосподарствах у складі 29 родин. Було 122 помешкання
Расовий склад населення:
| - 95,2 % — білих - 1,9 % — чорних або афроамериканців - 1,0 % — корінних американців |

До двох чи більше рас належало 1,9 %. Частка іспаномовних становила 0,0 % від усіх жителів.
За віковим діапазоном населення розподілялося таким чином: 17,1 % — особи молодші 18 років, 54,3 % — особи у віці 18—64 років, 28,6 % — особи у віці 65 років та старші. Медіана віку мешканця становила 41,9 року. На 100 осіб жіночої статі у місті припадало 98,1 чоловіків;  на 100 жінок у віці від 18 років та старших — 97,7 чоловіків також старших 18 років.
Середній дохід на одне домашнє господарство  становив 56 036 доларів США (медіана — 49 531), а середній дохід на одну сім'ю — 55 831 долар (медіана — 49 375). Медіана доходів становила 47 500 доларів для чоловіків та 37 500 доларів для жінок. За межею бідності перебувало 25,5 % осіб, у тому числі 33,3 % дітей у віці до 18 років та 0,0 % осіб у віці 65 років та старших.
Цивільне працевлаштоване населення становило 66 осіб. Основні галузі зайнятості: роздрібна торгівля — 24,2 %, будівництво — 19,7 %, освіта, охорона здоров'я та соціальна допомога — 16,7 %.